# Сидар-Лейк (тауншип, Миннесота)
Сидар-Лейк (англ. Cedar Lake) — тауншип в округе Скотт, Миннесота, США. На 2000 год его население составило 2197 человек.

## География
По данным Бюро переписи населения США площадь тауншипа составляет 94,1 км², из которых 91,1 км² занимает суша, а 3,0 км² — вода (3,16 %).

## Демография
По данным переписи населения 2000 года здесь находились 2197 человек, 719 домохозяйств и 611 семей.  Плотность населения —  24,1 чел./км².  На территории тауншипа расположено 737 построек со средней плотностью 8,1 построек на один квадратный километр. Расовый состав населения: 98,45 % белых, 0,09 % афроамериканцев, 0,14 % коренных американцев, 0,50 % азиатов, 0,23 % — других рас США и 0,59 % приходится на две или более других рас. Испанцы или латиноамериканцы любой расы составляли 0,73 % от популяции тауншипа.
Из 719 домохозяйств в 45,1 % воспитывались дети до 18 лет, в 77,9 % проживали супружеские пары, в 3,1 % проживали незамужние женщины и в 15,0 % домохозяйств проживали несемейные люди. 10,8 % домохозяйств состояли из одного человека, при том 2,1 % из — одиноких пожилых людей старше 65 лет. Средний размер домохозяйства — 3,06, а семьи — 3,31 человека.
31,5 % населения — младше 18 лет, 5,3 % — в возрасте от 18 до 24 лет, 32,9 % — от 25 до 44, 23,8 % — от 45 до 64, и 6,5 % — старше 65 лет. Средний возраст — 36 лет. На каждые 100 женщин приходилось 103,6 мужчин.  На каждые 100 женщин старше 18 приходилось 106,0 мужчин.
Средний годовой доход домохозяйства составлял 75 926 долларов, а средний годовой доход семьи —  81 008 долларов. Средний доход мужчин —  45 568  долларов, в то время как у женщин — 31 161. Доход на душу населения составил 28 404 доллара. За чертой бедности находились 0,8 % семей и 2,1 % всего населения тауншипа, из которых 1,8 % младше 18 и 3,6 % старше 65 лет.